# Freden i Fontainebleau
Freden i Fontainebleau slöts den 23 augusti 1679  mellan Danmark och Sverige av den franske kungen Ludvig XIV. Det var den femte freden i en serie som avslutade det krig på Frankrikes sida som Sverige drogs in i 1674. Freden bekräftades senare samma år vid Freden i Lund.

## Bakgrund
1672 drogs Sverige in i den europeiska storpolitiken och ingick ett förbund med Frankrike mot Nederländerna. Sveriges åtagande var att ingripa mot de tyska furstar som skulle stödja Nederländerna vid ett franskt angrepp. I utbyte erhöll Sverige ekonomiskt stöd, samt att Frankrike lovade att inte stödja Danmark vid ett anfall mot Sverige. Efter franska påtryckningar drogs Sverige in i krig mot Brandenburg 1674 och led i juli 1675 ett prestigemässigt nederlag i slaget vid Fehrbellin. Efter detta befann sig Sverige snart i krig med Brandenburg, tysk-romerske kejsaren, Nederländerna, Danmark, Spanien furstarna av Lüneburg och furstbiskopen av Münster. Kriget gick katastrofalt och de flesta besittningarna i Pommern föll. Mot Danmark pågick det Skånska kriget, i vilket Sverige lyckades försvara sig. 

## Förhandlingar
Sedan 1677 pågick fredsförhandlingar i Nijmegen. Då dessa förhandlingar gick trögt, togs ett initiativ av den tysk-romerske kejsaren till att separata förhandlingar mellan Sverige och Danmark skulle inledas i Lund i juni 1679. Parterna stod dock långt ifrån varandra. Eftersom Frankrike och Sverige slutit fred med Brandenburg den 19 juni i Saint Germain, stod Danmark utan allierade. Den franske kungen fann att förhandlingarna gick för långsamt och en fransk här ryckte in i det danska länet Oldenburg. Därefter slöt han fred med Danmark, återigen utan att Sverige var inblandat.

## Villkor
- Sverige återfick allt territorium som Danmark ockuperat under kriget
- en kommission tillsattes för att undersöka hur missbruket av den svenska tullfriheten i Bälten och Öresund kunde undvikas

I en särskild traktat förband sig Kristian V av Danmark att sätta in hertigen av Gottorp i alla sina tidigare rättigheter.
Frederna i Roskilde 1658 och Köpenhamn 1660 bekräftades.